# R.I.P. (canção)
"R.I.P." é uma canção gravada pela artista inglesa Rita Ora, gravada para o seu álbum de estreia ORA. Conta com a participação do rapper britânico Tinie Tempah, sendo composta por Aubrey Graham, Farhad Samadzada, Mikkel S. Eriksen, Tor Erik Hermansen, Nneka, Renee Wisdom, Saul Milton, William Kennard e a produção esteve a cargo da equipa StarGate e do dueto Chase & Status.
Originalmente escrita para o quinto álbum de estúdio da cantora Rihanna, Loud. Liricamente a canção fala sobre um namoro conturbado, em que Rita arranja um novo namorado sem esquecer o ex. A canção foi constantemente comparada as músicas de Rihanna. O vídeo para música tem a direção de Emil Nava e foi lançado a 2 de abril de 2012.
"R.I.P." teve um bom desempenho musical nos países onde foi lançada. A obra estreou na primeira posição do UK Singles Chart com 232 mil cópias e tornou-se o single vendido mais rapidamente em 2012, tendo também se tornado o segundo single de estréia mais bem sucedido para sua semana de lançamento em território britânico. Também desempenhou-se na primeira posição da Escócia e a décima primeira na Irlanda.

## Lista de faixas
| Download digital |                                      |         |  |
| N.º              | Título                               | Duração |  |
| 1.               | "R.I.P."                             | 3:49    |  |
| 2.               | "R.I.P." (Gregor Salto Remix)        | 6:24    |  |
| 3.               | "R.I.P." (Seamus Haji Remix)         | 7:10    |  |
| 4.               | "R.I.P." (Delta Heavy Dubstep Remix) | 4:16    |  |

## Vídeo musical
O vídeo musical para o single foi filmado em Hackney, East London. O vídeo foi enviado para para o canal de Ora no VEVO, em 4 de Abril de 2012. O vídeo foi dirigido por Emil Nava. Ora divulgou um teaser de 36 segundo do vídeo e carregado para ela VEVO oficial em 2 de Abril de 2012. Ela também lançou cenas de bastidores dela e Tinie Tempah na internet a 5 de maio de 2012.

### Sinopse
O vídeo começa com Ora caminhando por um quarto escuro tendo luz fornecida pela janela, em seguida, a cantora dá um tiro na que vai a direção da câmera. Ora, em seguida, continua a dançar em volta da garagem e em torno dos carros. Tinie Tempah está o tempo todo ao lado dela dançando a canção "Back to Back". O vídeo, em seguida, continua na mesma sinopse, Tinie Tempah continua a fazer poucas aparições. Na batida fornecida pelo Nneka, vários dançarinos fazem rotinas fortemente coreografadas.

## Desempenho nas tabelas musicais
"R.I.P." estreou no número um da UK Singles Chart vendendo mais de 104.000 cópias em sua primeira semana e tornou-se o terceiro single que mais rápido vendeu de 2012 em uma única semana, atrás de sua parceria com DJ Fresh e da cantora Tulisa.

### Posições
| Tabela (2012)                                  | Melhor posição |
| ---------------------------------------------- | -------------- |
| O campo songid é OBRIGATÓRIO PARA PARADA ALEMÃ | 40             |
| Austrália (ARIA)                               | 9              |
| Áustria (Ö3 Austria Top 75)                    | 35             |
| Bélgica (Ultratip Bubbling Under de Flandres)  | 18             |
| Canadá (Canadian Hot 100)                      | 68             |
| Dinamarca (Hitlisten)                          | 40             |
| Irlanda (IRMA)                                 | 1              |
| Escócia (Scottish Singles Chart)               | 1              |
| Estados Unidos (Billboard Hot 100)             | 62             |
| Estados Unidos (Billboard Dance Club Songs)    | 1              |
| Estados Unidos (Billboard Mainstream Top 40)   | 22             |
| Japão (Japan Hot 100)                          | 5              |
| Nova Zelândia (Recorded Music NZ)              | 5              |
| Países Baixos (Dutch Top 40)                   | 28             |
| Países Baixos (Single Top 100)                 | 31             |
| Reino Unido (UK Singles Chart)                 | 1              |
| República Checa (Rádio Top 100)                | 83             |
| Suíça (Schweizer Hitparade)                    | 41             |